# Liste der denkmalgeschützten Objekte in Strašín
Grundlage dieser Liste der denkmalgeschützten Objekte in Strašín ist die ÚSKP-Liste (Ústřední seznam kulturních památek České republiky, deutsch Zentrale Liste der Kulturdenkmäler der Tschechischen Republik), die von der tschechischen Denkmalschutzbehörde NPÚ (Národní památkový ústav, deutsch Nationale Denkmalbehörde) seit 1987 geführt wird und an die seit dem Jahr 1850 geschaffenen Listen anschließt.

## Denkmalgeschützte Objekte nach Ortsteilen

### Strašín
| Lage                                      | Objekt              | Beschreibung | ÚSKP-Nr.                  | Bild           |
| ----------------------------------------- | ------------------- | --- | ------------------------- | -------------- |
| Strašín, Strašín 1 (Standort)             | Pfarrhaus           | Einfaches Gebäude mit einem Innenhof, einer Galerie im Innenhof und einer dekorativen Fassade. Barockensemble, gebildet zusammen mit der benachbarten Kirche Mariä Geburt. | 26751/4-3302 Info Katalog | weitere Bilder |
| Strašín, östlich der Kirche (Standort)    | Marterl             | Ein Beispiel für ein kleines Barockwerk, das auf einem Sockel aus dem Jahr 1768 steht und an prominenter Stelle auf dem Weg zur Mariä-Geburt-Kirche steht. | 24254/4-3304 Info Katalog | Marterl        |
| Strašín (Standort)                        | Kirche Maria Geburt | Ursprünglich eine gotische dreischiffige Basilika aus dem ersten Drittel des 13. Jahrhunderts, die 1736–1739 durch einen radikalen Hochbarockumbau in ihre heutige Form gebracht wurde. Die Kirche steht inmitten eines ehemaligen Friedhofs, der von einer Barockmauer mit Eckkapellen begrenzt wird. | 14946/4-3300 Info Katalog | weitere Bilder |
| Strašín, Strašín 29, Dorfplatz (Standort) | Haus Nr. 29         | Ein Beispiel für Volksarchitektur der ersten Hälfte des 19. Jahrhunderts. | 15799/4-3303 Info Katalog | weitere Bilder |
| Strašín, Dorfplatz (Standort)             | Brunnen             | Ein prismatischer Granitbrunnen mit Blumendekor, eine Säule mit einem dekorativen Kopf in der Mitte des Brunnens. Ein Beispiel für eine Wassermanagementstruktur aus der Mitte des 19. Jahrhunderts mit einem erhaltenen Datum, errichtet während des Baus eines örtlichen Wasserversorgungssystems.   | 100927 Info Katalog       | weitere Bilder |

### Maleč
| Lage                        | Objekt           | Beschreibung | ÚSKP-Nr.                  | Bild           |
| --------------------------- | ---------------- | --- | ------------------------- | -------------- |
| Maleč, Dorfplatz (Standort) | St.-Anna-Kapelle | Barocke Dorfkapelle mit dreieckigem Giebel und Glockenturm auf dem Dachfirst. Kleines Sakralgebäude aus dem 18. Jahrhundert. | 47372/4-4087 Info Katalog | weitere Bilder |